# مايكل شيفرز
مايكل شيفرز (بالهولندية: Maikel Scheffers) مواليد 7 سبتمبر 1982 في سيرتوخيمبوس، هو لاعب تنس كراسي متحركة هولندي. سبق أن كان المصنف الأول عالمياً. أعلى تصنيف له في الزوجي كان المركز الـ 1 في سنة 2011.

## بطولات حققها
- بطولة أستراليا المفتوحة للتنس

## الميداليات
| الميدالية | المسابقة                              |
| --------- | ------------------------------------- |
| برونزية   | دورة الألعاب البارالمبية الصيفية 2008 |